# Chlorophonia
Chlorophonia är ett släkte i familjen finkar inom ordningen tättingar. Fram tills relativt nyligen placerades släktet i familjen tangaror. Traditionellt omfattar det klorofonior, men tre arter eufonior har sedermera förts över till släktet efter genetiska studier, vilket resulterade i fem arter när taxonet musica delades upp i tre arter. Släktet omfattar därför numera tio arter som alla förekommer i Central- och Sydamerika, från södra Mexiko till nordöstra Argentina:
- Prakteufonia (C. elegantissima)
- Hispaniolaeufonia (C. musica)
- Puertoricoeufonia (C. sclateri)
- Antillereufonia (C. flavifrons)
- Svartpannad eufonia (C. cyanocephala)
- Blåryggig klorofonia (C. cyanea)
- Brunbukig klorofonia (C. pyrrhophrys)
- Gulhalsad klorofonia (C. flavirostris)
- Blåkronad klorofonia (C. occipitalis)
- Guldbrynad klorofonia (C. callophrys)